# Ан Бохён
Ан Бохён (кор. 안보현?, 安普賢?; род. 16 мая 1988, Пусан) — южнокорейский актёр и модель. Известен благодаря своим ролям в сериалах «Моё имя», «Клетки Юми» и «Встретимся в моей 19-й жизни дорама».
Будучи выпускником спортивной средней школы Пусана, Ан участвовал в любительских соревнованиях по боксу и ранее выиграл золотую медаль. С момента своего актерского дебюта в 2014 году Ан снялся в различных фильмах и телевизионных драмах. Поворотным моментом в его актерской карьере стало участие в сериале «Итэвон Класс» (2020).

## Биография
Ан родился 16 мая 1988 года в Пусане, Южная Корея. Будучи выпускником спортивной средней школы Пусана, он участвовал в любительских соревнованиях по боксу и ранее выигрывал золотую медаль.
В 2007 году он дебютировал в качестве модели. С момента своего актёрского дебюта в 2014 году он появлялся в различных фильмах и телевизионных драмах, включая «Потомки солнца» (2016), «Перемотка назад» (2018) и «Её личная жизнь» (2019). Ан добился прорыва благодаря роли в сериале «Итэвон Класс» (2020), в котором он сыграл Чан Гынвона.

### Благотворительность
28 мая 2022 года Ан пожертвовал 528 коробок гигиенических прокладок малоимущим по случаю Всемирного дня менструации, пожертвовав в фонд G-Foundation.

## Личная жизнь
3 августа 2023 года YG Entertainment подтвердили, что Ан встречается с актрисой и участницей группы Blackpink Джису. Отношения продлились около двух месяцев, прежде чем пара рассталась из-за плотного графика.

## Фильмография

### Фильмы
| Год  | Название                                                                   | Роль                                  | Примечание |
| ---- | -------------------------------------------------------------------------- | ------------------------------------- | ---------- |
| 2016 | Хия кор. 히야 (Hiya)                                                       | Ли Джинсан кор. 이진상 (Lee Jin-sang) | [ 9 ]      |
| 2018 | Докго: Перемотка назад кор. 독고 리와인드 (Doggo Liwaindeu)                | Пхё Тхэджин кор. 표태진 (Pyo Tae-jin) | [ 10 ]     |
| 2019 | Воспоминания о тупике кор. 막다른 골목의 추억 (Magdaleun golmog-ui chueog) | Тхэгу кор. 태규 (Tae-Goo)             | [ 11 ]     |
| 2021 | Свидание в два часа дня кор. 2시의 데이트 (2siui Deiteu)                   | Гиль Гу кор. 길구 (Tae-Goo)           | [ 12 ]     |

### Сериалы
| Год       | Название                                                                               | Роль                                     | Примечание               |
| --------- | -------------------------------------------------------------------------------------- | ---------------------------------------- | ------------------------ |
| 2014      | Золотой крест кор. 골든 크로스 (Goldeun Keuroseu)                                      | -                                        |                          |
| 2014      | Две матери кор. 뻐꾸기 둥지 (Bbeoggugi Dungji)                                         | -                                        |                          |
| 2014      | Мой секретный отель кор. 마이 시크릿 호텔 (Mai Sikeurit Hotel)                         | -                                        |                          |
| 2015      | Дорогая леди кор. 최고의 연인 (Choegoui yeon-in)                                       | Ли Бонгиль кор. 이봉길 (Lee Bong-gil)    |                          |
| 2016      | Потомки солнца кор. 태양의 후예 (Taeyang-ui Huye)                                      | Лим Гваннам кор. 임광남 (Im Kwang-nam)   |                          |
| 2016      | После того, как закочнится шоу кор. 연극이 끝나고 난 뒤 (Yeongeug-i kkeutnago nan dwi) | Чха Гану кор. 차강우 (Cha Kang-woom)     |                          |
| 2016      | Мой подиум кор. 마이런웨이 (Mai Reonwei)                                               | Ван Лим кор. 왕림 (Wang Lim)             |                          |
| 2017      | Среда 15:30 кор. 수요일 오후3시30분 (Suyoil Ohu Sesi Samsibbun)                        | Пэк Сынгю кор. 백승규 (Baek Seung-kyu)   | Камео                    |
| 2017      | Все виды невесток кор. 별별 며느리 (Byeolbyeol Myeoneuri)                              | Джеймс Со/Со Джунён кор. 제임스 / 서준영 | [ 13 ]                   |
| 2017      | Поколение девушек 1979 кор. 란제리 소녀시대 (Ranjeri Sonyeosidae)                      | -                                        |                          |
| 2018      | Игра в прятки кор. 숨바꼭질 (Sumbakkokjil)                                             | Пэк Тохун кор. 백도훈 (Baek Do-hoon)     | [ 14 ]                   |
| 2019      | Её личная жизнь кор. 그녀의 사생활 (Geunyeoui Sasaenghwal)                             | Нам Ынги кор. 남은기 (Nam Eun-ki)        | [ 15 ]                   |
| 2019      | Драматическая сцена кор. 드라마 스테이지 (eurama Seuteiji)                             | Сынбон кор. 승봉 (Seung-bong)            | Участвовал в 2 сезоне    |
| 2020      | Итэвон Класс кор. 이태원 클라쓰 (Itaewon Keullasseu)                                   | Чан Гынвон кор. 장근원 (Jang Geun-won)   | [ 17 ]                   |
| 2020      | Кайрос кор. 카이로스 (Kairoseu)                                                        | Со Догюн кор. 서도균 (Seo Do-kyun)       | [ 18 ]                   |
| 2021      | Моё имя кор. 마이 네임 (Mai Neim)                                                      | Чон Пхильтто кор. 전필도 (Jeon Pil-do)   | [ 19 ] [ 20 ]            |
| 2021-2022 | Клетки Юми кор. 유미의 세포들 (Yumiui Sepodeul))                                       | Ку Ун кор. 구웅 (Goo Woong)              | Участвовал в 1-2 сезонах |
| 2022      | Военный прокурор Доберман кор. 군검사 도베르만 (Gungeomsa Dobereuman)                  | То Бэман кор. 임광남 (Do Bae-man)        | [ 22 ]                   |
| 2022      | Адамас кор. 아다마스 (Adamaseu)                                                        | Квон Минджо кор. 권민조 (Kwon Min-jo)    | Камео (4 серия)          |
| 2022      | Место, куда можно вернуться в любое время                                              | -                                        | Японский сериал          |
| 2023      | Встретимся в моей 19-й жизни кор. 이번 생도 잘 부탁해 (Ibeon saengdo jal butakae)      | Мун Соха кор. 문서하 (Moon Seo-ha)       | [ 25 ]                   |

## Награды и номинации
| Год  | Награда          | Категория                  | Фильм/Сериал | Итог      | Ссылки |
| ---- | ---------------- | -------------------------- | ------------ | --------- | ------ |
| 2020 | Пэксан           | Лучший актёр-новичок       | Итэвон Класс | Номинация | [ 26 ] |
| 2021 | APAN Star Awards | Лучший актёр-новичок       | Итэвон Класс | Номинация | [ 27 ] |
| 2022 | APAN Star Awards | Лучший актёр               | Клетки Юми   | Победа    | [ 28 ] |
| 2022 | Голубой дракон   | Лучший актёр второго плана | Моё имя      | Номинация | [ 29 ] |